# Ngân sách nhà nước
Ngân sách nhà nước, ngân sách chính phủ, hay ngân sách quốc gia là một phạm trù kinh tế và là phạm trù lịch sử; là một thành phần trong hệ thống tài chính. Thuật ngữ "Ngân sách nhà nước" được sử dụng rộng rãi trong đời sống kinh tế, xã hội ở mọi quốc gia. Song quan niệm về ngân sách nhà nước lại chưa thống nhất, người ta đã đưa ra nhiều định nghĩa về ngân sách nhà nước tùy theo các trường phái và các lĩnh vực nghiên cứu. Các nhà kinh tế Nga quan niệm: Ngân sách nhà nước là bảng liệt kê các khoản thu, chi bằng tiền trong một giai đoạn nhất định của quốc gia. Khoản 14 Điều 4 Luật Ngân sách nhà nước 2015 của Việt Nam  định nghĩa: Ngân sách nhà nước là toàn bộ các khoản thu, chi của Nhà nước được dự toán và thực hiện trong một khoản thời gian nhất định do cơ quan nhà nước có thẩm quyền quyết định để đảm bảo thực hiện các chức năng, nhiệm vụ của Nhà nước.
Sự hình thành và phát triển của ngân sách nhà nước gắn liền với sự xuất hiện và phát triển của kinh tế hàng hóa - tiền tệ trong các phương thức sản xuất của cộng đồng và nhà nước của từng cộng đồng. Nói cách khác, sự ra đời của nhà nước, sự tồn tại của kinh tế hàng hóa - tiền tệ là những tiền đề cho sự phát sinh, tồn tại và phát triển của ngân sách nhà nước.
Ngân sách nhà nước bao gồm ngân sách trung ương và ngân sách địa phương. Ngân sách trung ương là ngân sách của các bộ, cơ quan ngang bộ, cơ quan thuộc Chính phủ và các cơ quan khác ở trung ương. Ngân sách địa phương bao gồm ngân sách của đơn vị hành chính các cấp có Hội đồng Nhân dân và Ủy ban Nhân dân.

## Quan niệm về ngân sách nhà nước
1. Ngân sách nhà nước là bản dự trù thu chi tài chính của nhà nước trong một khoảng thời gian nhất định, thường là một năm.
2. Ngân sách nhà nước là quỹ tiền tệ tập trung của nhà nước, là kế hoạch tài chính cơ bản của nhà nước.
3. Ngân sách nhà nước là những quan hệ kinh tế phát sinh trong quá trình nhà nước huy động và sử dụng các nguồn tài chính khác nhau.

"Ngân sách nhà nước là toàn bộ các khoản thu, chi của Nhà nước được dự toán và thực hiện trong một khoảng thời gian nhất định do cơ quan có thẩm quyền quyết định để đảm bảo thực hiện các chức năng và nhiệm vụ của Nhà nước."
Thực chất, Ngân sách nhà nước phản ánh các quan hệ kinh tế phát sinh gắn liền với quá trình tạo lập, phân phối, sử dụng quỹ tiền tệ tập trung của Nhà nước khi Nhà nước tham gia phân phối các nguồn tài chính quốc gia nhằm thực hiện các chức năng của Nhà nước trên cơ sở luật định.

## Đặc điểm của ngân sách nhà nước
Ngân sách nhà nước là bộ phận chủ yếu của hệ thống tài chính quốc gia. Nó bao gồm những quan hệ tài chính nhất định trong tổng thể các quan hệ tài chính quốc gia, cụ thể:
- Quan hệ tài chính giữa nhà nước và công dân;
- Quan hệ tài chính giữa nhà nước với doanh nghiệp;
- Quan hệ tài chính giữa nhà nước với tổ chức xã hội;
- Quan hệ tài chính giữa nhà nước với quốc tế.

Đặc điểm của ngân sách nhà nước
- Hoạt động thu chi của ngân sách nhà nước luôn gắn chặt với quyền lực kinh tế - chính trị của nhà nước, và việc thực hiện các chức năng của nhà nước, được nhà nước tiến hành trên cơ sở những luật lệ nhất định;
- Hoạt động ngân sách nhà nước là hoạt động phân phối lại các nguồn tài chính, nó thể hiện ở hai lãnh vực thu và chi của nhà nước;
- Ngân sách nhà nước luôn gắn chặt với sở hữu nhà nước, luôn chứa đựng những lợi ích chung, lợi ích công cộng;
- Ngân sách nhà nước cũng có những đặc điểm như các quỹ tiền tệ khác. Nét khác biệt của ngân sách nhà nước với tư cách là một quỹ tiền tệ tập trung của nhà nước, nó được chia thành nhiều quỹ nhỏ có tác dụng riêng, sau đó mới được chi dùng cho những mục đích đã định;
- Hoạt động thu chi của ngân sách nhà nước được thực hiện theo nguyên tắc không hoàn trả trực tiếp là chủ yếu.

## Vai trò của Ngân sách nhà nước
Ngân sách nhà nước có vai trò rất quan trọng trong toàn bộ hoạt động kinh tế, xã hội, an ninh, quốc phòng và đối ngoại của đất nước. Cần hiểu rằng, vai trò của ngân sách nhà nước luôn gắn liền với vai trò của nhà nước theo từng giai đoạn nhất định. Đối với nền kinh tế thị trường, ngân sách nhà nước đảm nhận vai trò quản lý vĩ mô đối với toàn bộ nền kinh tế, xã hội.
Ngân sách nhà nước là công cụ điều chỉnh vĩ mô nền kinh tế xã hội, định hướng phát triển sản xuất, điều tiết thị trường, bình ổn giá cả, điều chỉnh đời sống xã hội.

### Huy động các nguồn tài chính của ngân sách nhà nước để đảm bảo nhu cầu chi tiêu của nhà nước
Mức động viên các nguồn tài chính từ các chủ thể trong nguồn kinh tế đòi hỏi phải hợp lý nếu mức động viên quá cao hoặc quá thấp thì sẽ ảnh hưởng đến sự phát triển của nền kinh tế,vì vậy cần phải xác định mức huy động vào ngân sách nhà nước một cách phù hợp với khả năng đóng góp tài chính của các chủ thể trong nền kinh tế.

### Quản lý điều tiết vĩ mô nền kinh tế
Ngân sách nhà nước là công cụ định hướng hình thành cơ cấu kinh tế mới, kích thích phát triển sản xuất kinh doanh và chống độc quyền.
Trước hết, Chính phủ sẽ hướng hoạt động của các chủ thể trong nền kinh tế đi vào quỹ đạo mà chính phủ đã hoạch định để hình thành cơ cấu kinh tế tối ưu, tạo điều kiện cho nền kinh tế phát triển ổn định và bền vững.
Thông qua hoạt động chi Ngân sách, Nhà nước sẽ cung cấp kinh phí đầu tư cho cơ sở kết cấu hạ tầng, hình thành các doanh nghiệp thuộc các ngành then chốt trên cơ sở đó tạo môi trường và điều kiện thuận lợi cho sự ra đời và phát triển các doanh nghiệp thuộc mọi thành phần kinh tế (có thể thấy rõ nhất tầm quan trọng của điện lực, viễn thông, hàng không đến hoạt động kinh doanh của các Doanh nghiệp). Bên cạnh đó, việc cấp vốn hình thành các doanh nghiệp Nhà nước là một trong những biện pháp căn bản để chống độc quyền và giữ cho thị trường khỏi rơi vào tình trạng cạnh tranh không hoàn hảo. Và trong những điều kiện cụ thể, nguồn kinh phí trong ngân sách cũng có thể được sử dụng để hỗ trợ cho sự phát triển của các doanh nghiệp, đảm bảo tính ổn định về cơ cấu hoặc chuẩn bị cho việc chuyển sang cơ cấu mới hợp lý hơn.
Thông qua hoạt động thu, bằng việc huy động nguồn tài chính thông qua thuế, ngân sách nhà nước đảm bảo thực hiện vai trò định hướng đầu tư, kích thích hoặc hạn chế sản xuất kinh doanh

### Về mặt kinh tế
kích thích sự tăng trưởng kinh tế theo sự định hướng phát triển kinh tế xã hội
thông qua các công cụ thuế và thuế suất của nhà nước sẽ góp phần kích thích sản xuất phát triển thu hút sự đầu tư của các doanh nghiệp.ngoài ra nhà nước còn dùng ngân sách nhà nước đầu tư vào cơ sở hạ tầng tạo điều kiện và môi trường thuận lợi cho các doanh nghiệp hoạt động

### Về mặt xã hội
vai trò điều tiết thu nhập giữa các tần lớp dân cư trong xã hội.Trợ giúp trực tiếp dành cho những người có thu nhập thấp hay có hoàn cảnh đặc biệt như chi về trợ cấp xã hội, trợ cấp gián tiếp dưới hình thức trợ giá cho các mặt hàng thiết yếu, các khoản chi phí để thực hiện chính sách dân số, chính sách việc làm, chống mù chữ, hỗ trợ đồng bào bão lụt.

### Về mặt thị trường
nhà nước sẽ sử dụng ngân sách nhà nước như một công cụ để góp phần bình ổn giá cả và kiềm chế lạm phát.Nhà nước chỉ điều tiết những mặt hàng quan trọng những mặt hàng mang tính chất chiến lược. Cơ chế điều tiết thông qua trợ giá, điều chỉnh thuế suất thuế xuất nhập khẩu, dự trữ quốc gia.
Thị trường vốn sức lao động: thông qua phát hành trái phiếu và chi tiêu của chính phủ.
Kiềm chế lạm phát: Cùng với ngân hàng trung ương với chính sách tiền tệ thích hợp NSNN góp phần điều tiết thông qua chính sách thuế và chi tiêu của chính phủ.

## Thu ngân sách nhà nước

### Khái niệm thu ngân sách nhà nước

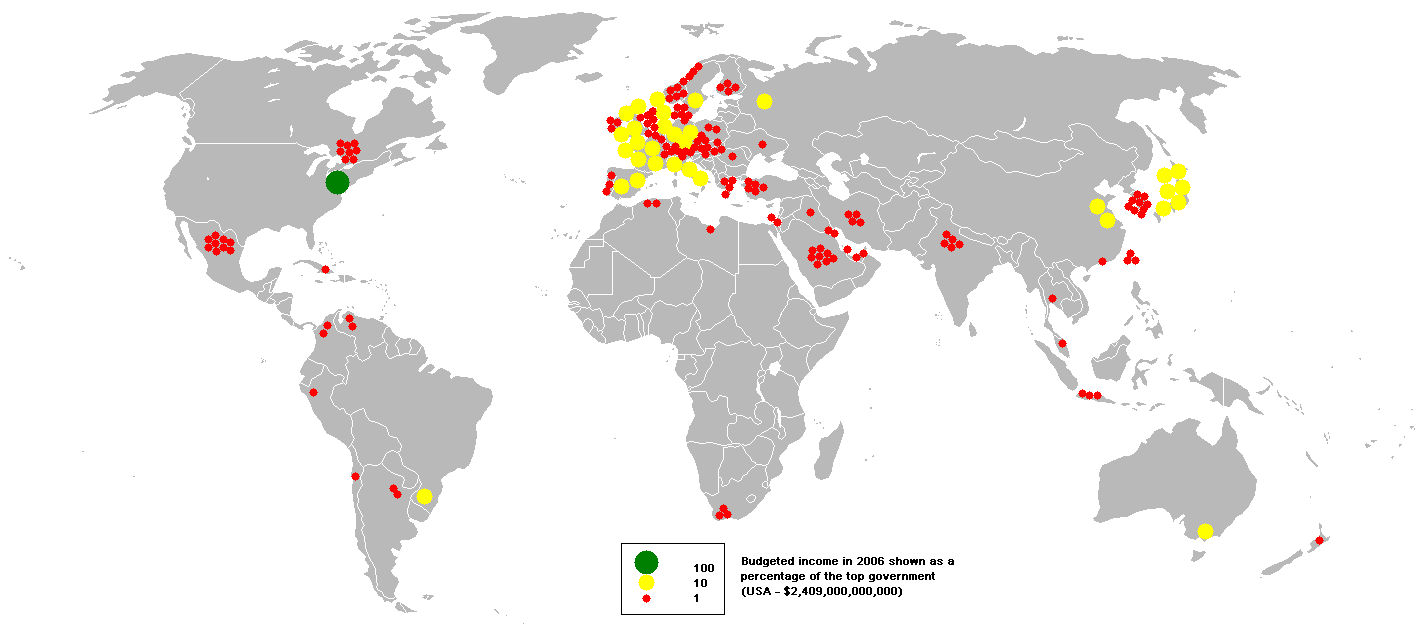
Thu ngân sách nhà nước năm 2006

Để có kinh phí chi cho mọi hoạt động của mình, nhà nước đã đặt ra các khoản thu (các khoản thuế khóa) do mọi công dân đóng góp để hình thành nên quỹ tiền tệ của mình. Thực chất, thu ngân sách nhà nước là việc nhà nước dùng quyền lực của mình để tập trung một phần nguồn tài chính quốc gia hình thành quỹ ngân sách nhà nước nhằm thỏa mãn các nhu cầu của nhà nước.
Ở Việt Nam, Đứng về phương diện pháp lý, thu NSNN bao gồm những khoản tiền Nhà nước huy động vào ngân sách để thỏa mãn nhu cầu chi tiêu của Nhà nước. Về mặt bản chất, thu NSNN là hệ thống những quan hệ kinh tế giữa Nhà nước và xã hội phát sinh trong quá trình Nhà nước huy động các nguồn tài chính để hình thành nên quỹ tiền tệ tập trung của Nhà nước nhằm thỏa mãn các nhu cầu chi tiêu của mình. Thu NSNN chỉ bao gồm những khoản tiền Nhà nước huy động vào ngân sách mà không bị ràng buộc bởi trách nhiệm hoàn trả trực tiếp cho đối tượng nộp. Theo Luật NSNN hiện hành, nội dung các khoản thu NSNN bao gồm:
- Thuế, phí, lệ phí do các tổ chức và cá nhân nộp theo quy định của pháp luật;
- Các khoản thu từ hoạt động kinh tế của Nhà nước;
- Các khoản đóng góp của các tổ chức và cá nhân;
- Các khoản viện trợ;
- Các khoản thu khác theo quy định của pháp luật.
Cần lưu ý là không tính vào thu NSNN các khoản thu mang tính chất hoàn trả như vay nợ và viện trợ có hoàn lại. Vì thế, các văn bản hướng dẫn Luật NSNN (Nghị định 60/2003/NĐ-CP ngày 06/6/2003 của Chính phủ và Thông tư 59/2003/TT-BTC ngày 23/6/2003 của Bộ Tài chính) chỉ tính vào thu NSNN các khoản viện trợ không hoàn lại; còn các khoản viện trợ có hoàn lại thực chất là các khoản vay ưu đãi không được tính vào thu NSNN.
kết luận:thu ngân sách nhà nước là sự phân chia nguồn tài chính quốc gia giữa nhà nước với chủ thể trong xã hội dựa trên quyền lực nhà nước,nhằm giải quyết hài hòa các lợi ích kinh tế,xuất phát từ yêu cầu tồn tại và phát triển của bộ máy nhà nước cũng như yêu cầu thực hiện các chức năng nhiệm vụ kinh tế xã hội của nhà nước

### Đặc điểm thu ngân sách nhà nước
- Thu ngân sách nhà nước là tiền đề cần thiết để duy trì quyền lực chính trị và thực hiện các chức năng, nhiệm vụ của nhà nước. Mọi khoản thu của nhà nước đều được thể chế hóa bởi các chính sách, chế độ và pháp luật của nhà nước;
- Thu ngân sách nhà nước phải căn cứ vào tình hình hiện thực của nền kinh tế; biểu hiển ở các chỉ tiêu tổng sản phẩm quốc nội GDP, giá cả, thu nhập, lãi suất, v.v...
- Thu ngân sách nhà nước được thực hiện theo nguyên tắc hoàn trả không trực tiếp là chủ yếu.
- Thu ngân sách theo hai phương thức: tự nguyện và bắt buộc
- Nội dung thu ngân sách nhà nước:

1.Thu thuế
Thuế là một khoản đóng góp bắt buộc cho nhà nước do luật quy định đối với các pháp nhân và thể nhân nhằm đáp ứng nhu cầu chi tiêu của nhà nước.
Thuế phản ánh các quá trình phân phối lại thu nhập trong xã hội,thể hiện các mối quan hệ tài chính giữa nhà nước với các pháp nhân và thể nhân trong phân phối các nguồn tài chính và là công cụ cơ bản thực hiện phân phối tài chính.
2. Phí và lệ phí
Phí và lệ phí là khoản thu có tính chất bắt buộc, nhưng mang tính đối giá, nghĩa là phí và lệ phí thực chất là khoản tiền mà mọi công dân trả cho nhà nước khi họ hưởng thụ các dịch vụ do nhà nước cung cấp. So với thuế, tính pháp lý của phí và lệ phí thấp hơn nhiều. Phí gắn liền với vấn đề thu hồi một phần hay toàn bộ chi phí đầu tư đối với hàng hóa dịch vụ công cộng hữu hình. Lệ phí gắn liền với việc thụ hưởng những lợi ích do việc cung cấp các dịch vụ hành chính, pháp lý cho các thể nhân và pháp nhân.
3. Các khoản thu từ các hoạt động kinh tế của nhà nước
Các khoản thu này bao gồm:
- Thu nhập từ vốn góp của nhà nước vào các cơ sở kinh tế có vốn góp thuộc sở hữu nhà nước
- Thu hồi tiền cho vay của nhà nước.

4. Thu từ hoạt động sự nghiệp
Các khoản thu có lãi và chênh lệch từ các hoạt động của các cơ sở sự nghiệp có thu của nhà nước.
5. Thu từ bán hoặc cho thuê tài nguyên, tài sản thuộc sở hữu nhà nước
Khoản thu này mang tính chất thu hồi vốn và có một phần mang tính chất phân phối lại, vừa có tính chất phân phối lại, vừa có tác dụng nâng cao hiệu quả sử dụng tài sản quốc gia vừa tăng nguồn thu cho ngân sách nhà nước. Các nguồn thu từ bán hoặc cho thuê tài sản, tài nguyên, thiên nhiên; thu về bán tài sản thuộc sở hữu nhà nước.
6. Thu từ phạt, tịch thu, tịch biên tài sản
Các khoản thu này cũng là một phần thu quan trọng của thu ngân sách nhà nước và được pháp luật quy định...

### Yếu tố ảnh hưởng thu ngân sách nhà nước
- Thu nhập GDP bình quân đầu người: đây là nhân tố quyết định đến mức động viên của NSNN.
- Tỷ suất doanh lợi trong nền kinh tế: đây là chi tiêu phản ánh hiểu quả của đầu tư phát triển kinh tế, tỉ suất này càng lớn thì nguồn tài chính càng lớn, do đó thu NSNN phụ thuộc vào mức độ trang trải các khoản chi phí của nhà nước.
- Tiềm năng về tài nguyên thiên nhiên: đây là yếu tố làm tăng thu NSNN, ảnh hưởng đến việc năng cao tỉ suất thu.
- Tổ chức bộ máy thu ngân sách: nhân tố này ảnh hưởng trực tiếp đến kết quả thu.
- Thuế suất: quyết định trực tiếp tới thu NSNN, tuy nhiên ảnh hưởng tới tốc độ tăng trưởng trong trung và dài hạn.

### Nguyên tắc thiết lập hệ thống thu ngân sách
Các nguyên tắc định hướng
- Nguyên tắc thu thuế theo lợi ích;
- Nguyên tắc thu theo khả năng.

Các nguyên tắc thực hiện thực tế
- Nguyên tắc ổn định và lâu dài;
- Nguyên tắc đảm bảo sự công bằng;
- Nguyên tắc rõ ràng, chắc chắn;
- Nguyên tắc đơn giản.
- Nguyên tắc phù hợp với thông lệ quốc tế

### Các giải pháp tăng thu ngân sách nhà nước
1. Một là, trong khi khai thác, cho thuê, nhượng bán tài sản, tài nguyên quốc gia tăng thu cho ngân sách, nhà nước cần phải dành kinh phí chính đáng để nuôi dưỡng, tái tạo và phát triển các tài sản, tài nguyên ấy, không làm cạn kiệt và phá hủy tài sản, tài nguyên vì mục đích trước mắt.
2. Hai là, chính sách thuế phải vừa huy động được nguồn thu cho ngân sách nhà nước, vừa khuyến khích tích tụ vốn cho doanh nghiệp và dân cư.
3. Ba là, chính sách vay dân để bù đắp thiếu hụt ngân sách nhà nước phải được đặt trên cơ sở thu nhập và mức sống của dân.
4. Bốn là, dùng ngân sách nhà nước đầu tư trực tiếp vào một số doanh nghiệp quan trọng trong những lĩnh vực then chốt, nhằm tạo ra nguồn tài chính mới.
5. Năm là, nhà nước cần có chính sách tiết kiệm, khuyến khích mọi người tiết kiệm tiêu dùng, tinh giản bộ máy, cải cách hành chính để tích lũy vốn chi cho đầu tư.

## Chi ngân sách nhà nước

### Khái niệm chi ngân sách nhà nước
Chi ngân sách nhà nước là việc phân phối và sử dụng quỹ ngân sách nhà nước nhằm đảm bảo thực hiện chức năng của nhà nước theo những nguyên tắc nhất định.
Chi ngân sách nhà nước là quá trình phân phối lại các nguồn tài chính đã được tập trung vào ngân sách nhà nước và đưa chúng đến mục đích sử dụng. Do đó, Chi ngân sách nhà nước là những việc cụ thể không chỉ dừng lại trên các định hướng mà phải phân bổ cho từng mục tiêu, từng hoạt động và từng công việc thuộc chức năng của nhà nước.
Quá trình của chi ngân sách nhà nước
1. Quá trình phân phối: là quá trình cấp phát kinh phí từ ngân sách nhà nước để hình thành các loại quỹ trước khi đưa vào sử dụng;
2. Quá trình sử dụng: là trực tiếp chi dùng khoản tiền cấp phát từ ngân sách nhà nước mà không phải trải qua việc hình thành các loại quỹ trước khi đưa vào sử dụng.

### Đặc điểm của chi ngân sách nhà nước
- Chi ngân sách nhà nước gắn với bộ máy nhà nước và những nhiệm vụ kinh tế, chính trị, xã hội mà nhà nước đảm đương trong từng thời kỳ;
- Chi ngân sách nhà nước gắn với quyền lực nhà nước, mang tích chất pháp lý cao;
- Các khoản chi của ngân sách nhà nước được xem xét hiệu quả trên tầm vĩ mô;
- Các khoản chi của ngân sách nhà nước mang tính chất không hoàn trả trực tiếp là chủ yếu;
- Các khoản chi của ngân sách nhà nước gắn chặt với sự vận động của các phạm trù giá trị khác như giá cả, lãi suất, tỷ giá hối đoái, tiền lương, tín dụng, v.v... (các phạm trù thuộc lĩnh vực tiền tệ).

### Nội dung của chi ngân sách nhà nước
Theo chức năng nhiệm vụ, chi ngân sách nhà nước gồm:
- Chi tích lũy:Chi cho tăng cường cơ sở vật chất như đầu tư phát triển kinh tế và kết cấu hạ tầng, trong đó phần lớn là xây dựng cơ bản, khấu hao tài sản xã hội
- Chi tiêu dùng:Không tạo ra sản phẩm vật chất để xã hội sử dụng trong tương lai (chi bảo đảm xã hội), bao gồm:
  - Giáo dục;
  - Y tế;
  - Công tác dân số;
  - Khoa học và công nghệ;
  - Văn hóa;
  - Thông tin đại chúng;
  - Thể thao;
  - Lương hưu và trợ cấp xã hội;
  - Các khoản liên quan đến can thiệp của chính phủ vào các hoạt động kinh tế;
  - Quản lý hành chính;
  - An ninh, quốc phòng;
  - Các khoản chi khác;
  - Dự trữ tài chính;
  - Trả nợ vay nước ngoài, lãi vay nước ngoài.

Theo tính chất kinh tế, chi ngân sách nhà nước được chia ra:
- Căn cứ vào nội dung chi tiêu
- Căn cứ vào tính chất và phương thức quản lý Ngân sách Nhà nước
  - Chi thường xuyên một cách chính đáng
  - Chi đầu tư phát triển
  - Chi vào hạng mục dự trữ
  - Chi trả nợ vay

### Phân loại chi ngân sách nhà nước
Căn cứ vào mục đích, nội dung
1. Nhóm 1: Chi tích lũy của ngân sách nhà nước là những khoản chi làm tăng cơ sở vật chất và tiềm lực cho nền kinh tế, tăng trưởng kinh tế; là những khoản chi đầu tư phát triển và các khoản tích lũy khác.
2. Nhóm 2: Chi tiêu dùng của ngân sách nhà nước là các khoản chi không tạo ra sản phẩm vật chất để tiêu dùng trong tương lai; bao gồm chi cho hoạt động sự nghiệp, quản lý hành chính, quốc phòng, an ninh...

Căn cứ theo yếu tố thời hạn và phương thức quản lý
1. Nhóm chi thường xuyên bao gồm các khoản chi nhằm duy trì hoạt động thường xuyên của nhà nước;
2. Nhóm chi đầu tư phát triển là các khoản chi dài hạn nhằm làm tăng cơ sở vật chất của đất nước và thúc đẩy tăng trưởng kinh tế;
3. Nhóm chi trả nợ và viện trợ bao gồm các khoản chi để nhà nước thực hiện nghĩa vụ trả nợ các khoản đã vay trong nước, vay nước ngoài khi đến hạn và các khoản chi làm nghĩa vụ quốc tế;
4. Nhóm chi dự trữ là những khoản chi ngân sách nhà nước để bổ sung quỹ dự trữ nhà nước và quỹ dự trữ tài chính.

### Yếu tố ảnh hưởng đến chi ngân sách nhà nước
- Chế độ xã hội là nhân tố cơ bản;
- Sự phát triển của lực lượng sản xuất;
- Khả năng tích lũy của nền kinh tế;
- Mô hình tổ chức bộ máy của nhà nước và những nhiệm vụ kinh tế, xã hội của nhà nước trong từng thời kỳ, sự biến động của các phạm trù giá trị (giá cả, tỷ giá hối đoái, tiền lương,....)

### Nguyên tắc tổ chức chi ngân sách nhà nước
1. Nguyên tắc thứ nhất: gắn chặt các khoản thu để bố trí các khoản chi:nếu vi phạm nguyên tắc này dẫn đến bội chi nsnn,gây lạm phát mất cân bằng cho sự phát triển xã hội;
2. Nguyên tắc thứ hai: đảm bảo yêu cầu tiết kiệm và hiệu quả trong việc bố trí các khoản chi tiêu của nsnn;
3. Nguyên tắc thứ ba: theo nguyên tắc nhà nước và nhân dân cùng làm, nhất là các khoản chi mang tính chất phúc lợi xã hội;
4. Nguyên tắc thứ tư: tập trung có trọng điểm:đòi hỏi việc phân bổ nguồn vốn từ nsnn phải tập trung vào các chương trình trọng điểm, các ngành mũi nhọn của nn;
5. Nguyên tắc thứ năm: phân biệt rõ nhiệm vụ phát triển kinh tế, xã hội của các cấp theo quy định của luật;
6. Nguyên tắc thứ sáu: phối hợp chặt chẽ với khối lượng tiền tệ, lãi suất, tỷ giá hối đoái.

### Thâm hụt ngân sách nhà nước
Thâm hụt ngân sách nhà nước, hay còn gọi là bội chi ngân sách nhà nước, là tình trạng khi tổng chi tiêu của ngân sách nhà nước vượt quá các khoản thu "không mang tính hoàn trả" của ngân sách nhà nước.
Để phản ánh mức độ thâm hụt ngân sách người ta thường sử dụng chỉ tiêu tỉ lệ thâm hụt so với GDP hoặc so với tổng số thu trong ngân sách nhà nước.
Thâm hụt ngân sách nhà nước có thể ảnh hưởng tích cực hoặc tiêu cực đến nền kinh tế một nước tùy theo tỉ lệ thâm hụt và thời gian thâm hụt. Nói chung nếu tình trạng thâm hụt ngân sách nhà nước với tỷ lệ cao và trong thời gian dài sẽ gây ra lạm phát, ảnh hưởng tiêu cực.
Thâm hụt ngân sách nhà nước cần phải đặt trên cơ sở thu nhập và mức sống của người dân do thuế là một trong những nguồn bù đắp ngân sách lớn nhất của ngân sách nhà nước mà việc thu thuế cần phải dựa vào mức thu nhập của người dân, hơn nữa nhà nước có thể lựa chọn vay từ dân cư trong nước mà để định mức vay hợp lý thì lại phải dựa trên thu nhập và mức sống của người dân
Giải pháp khắc phục: dưới đây là các biện pháp chính phủ sử dụng để bù đắp bội chi
- Tăng thu, giảm chi ngân sách nhà nước;
- Vay nợ trong nước và nước ngoài để bù đắp sự thâm hụt;
- Tăng phát hành trái phiếu chính phủ và tín phiếu kho bạc
- Phát hành tiền giấy

Ngày 04 tháng 10 năm 2022, Bộ Tài chính ban hành Quyết định 2020/QĐ-BTC về việc điều chỉnh dự toán chi ngân sách Nhà nước năm 2022
Ngày 04 tháng 11 năm 2022, Thủ tướng Chính phủ ban hành Quyết định 1319/QĐ-TTg về việc giao, điều chỉnh kế hoạch đầu tư công trung hạn vốn ngân sách trung ương giai đoạn 2021 - 2025 cho các bộ, địa phương

## Công khai ngân sách nhà nước tại Việt Nam
Ngày 9/6/2022, Bộ Tài chính cho biết, theo kết quả Khảo sát ngân sách mở toàn cầu năm 2021 (OBS2021) vừa được Tổ chức Hợp tác ngân sách quốc tế (IBP) công bố, điểm số công khai minh bạch ngân sách của Việt Nam tiếp tục được cải thiện so với các kỳ đánh giá trước, nâng mức xếp hạng của Việt Nam lên 68/120 nước, tăng 9 bậc so với năm 2019 và tăng 23 bậc so với năm 2017 .

Cũng theo Bộ Tài Chính,
Bên cạnh việc tiếp tục áp dụng các quy định của Luật Ngân sách nhà nước năm 2015 theo hướng mở rộng phạm vi, đối tượng, nội dung và hình thức công khai, Việt Nam tiếp cận và thực hiện các thông lệ tốt của quốc tế, như công bố số liệu kế hoạch tài chính – ngân sách nhà nước 3 năm, xây dựng Báo cáo ngân sách công dân với ngôn ngữ đơn giản, dễ hiểu.
Điểm nổi bật trong kết quả OBS2021 của Việt Nam là sự cải thiện điểm số về trụ cột “Sự tham gia của công chúng”, đạt mức 17/100, cao hơn trung bình toàn cầu là 14/100, tăng 6 điểm so với năm 2019.

Để đạt được kết quả này, Bộ Tài chính thực hiện cơ chế lấy ý kiến trực tiếp người dân thông qua các cuộc tọa đàm do Trung tâm Phát triển và Hội nhập (CDI) tổ chức về dự thảo dự toán ngân sách.
Ngày 15/07/2022, Bộ Tài chính ban hành Quyết định 1420/QĐ-BTC về việc công bố công khai quyết toán ngân sách Nhà nước năm 2020